# Дубове (Лозівський район)
Дубове́ — село в Україні, у Близнюківській селищній громаді Лозівського району Харківської області. Населення становить 55 осіб. До 2020 орган місцевого самоврядування — Семенівська сільська рада.

## Географія

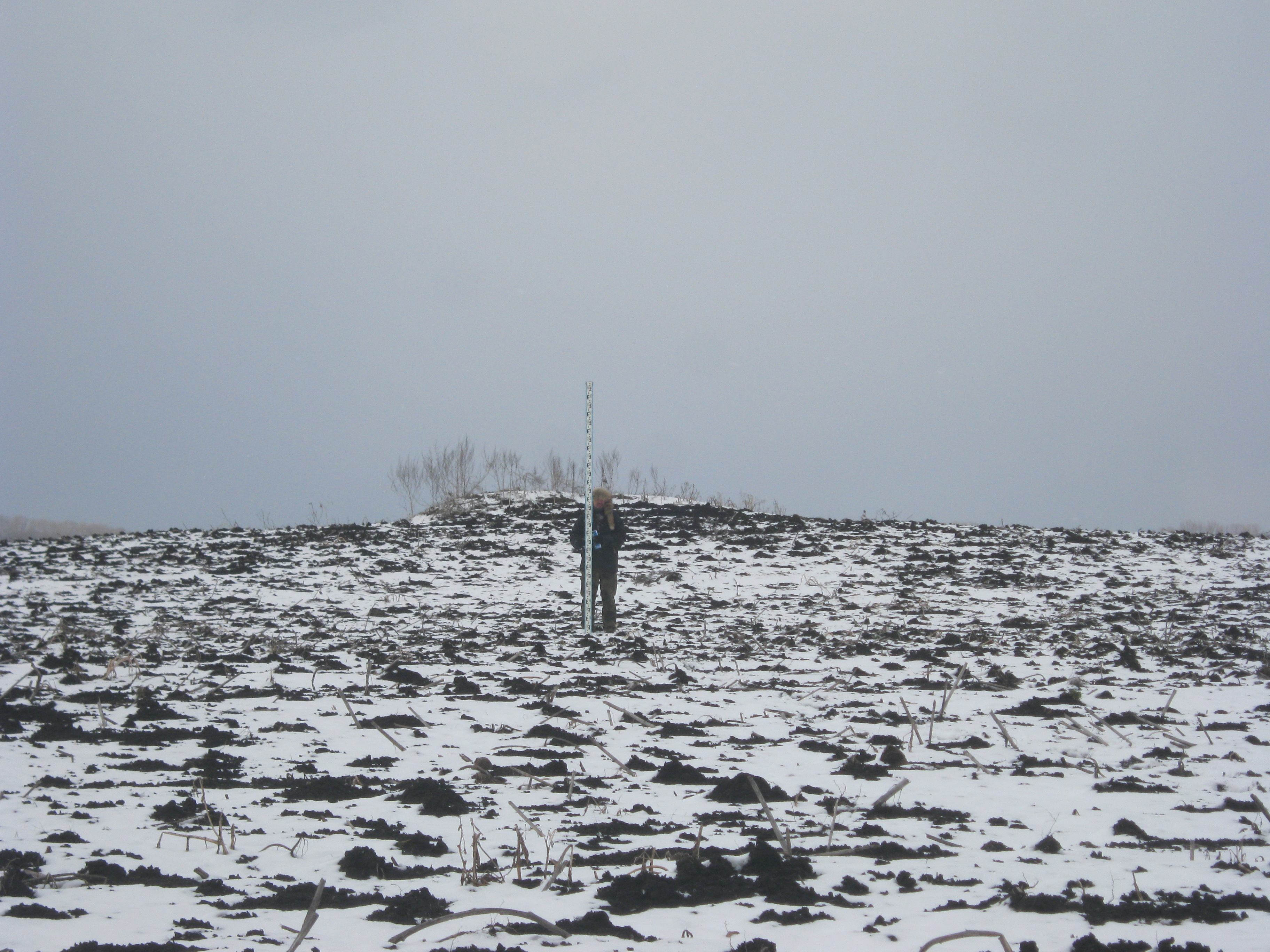
3 кургани, розташовані у 0,4 км на північ від села

Село Дубове знаходиться на початку балки Дубова, на якій є невеликі загати. Поруч знаходиться балка Сухий Торець, у якій бере початок річка Сухий Торець. За 7 км на південь знаходиться село Малинівка і залізнична станція Дубове, до селища Близнюки 10 км. В околиці села немає дубів.

## Історія
- Точна дата заснування достеменно невідома. Орієнтовно — кінець XIX століття. Німецька (лютерансько-менонітська) колонія Марієнполь (Дубове, Дубівська). Походження топоніму «Дубове» невідоме[1].
- 1904 — в колонії числиться 231 житель[1].
- До революції 1917 року тут працював цегельний завод Мюллера і млин Церта[2].
- 1926 — українсько-німецьке село (колонія), 159 душ населення (німців та українців), що проживали у 36 дворах. В селі працювала школа (1 учитель, 25 учнів)[1][3].
- 1941 — в селі 23 двори[4].
- 1956 — дата заснування (відбудування?).
- У жовтні 1941 року село Дубове було окуповане німецько-нацистськими загарбниками. У січні 1942 року радянські воїни почали наступ в районі Слов'янськ — Лозова і 2 лютого 1942 року з боями визволили Дубове. У травні 1942 року село було знов захоплене загарбниками. У лютому 1943 року село Дубове на короткий час під контролем радянських військ. Остаточно Дубове було звільнене у вересні 1943 року. Радянські воїни, які загинули у боях за село поховані у братській могилі на північній околиці села. Всього поховано 47 воїнів, з них відомі прізвища 6-х.
- 12 червня 2020 року, відповідно до Розпорядження Кабінету Міністрів України № 725-р «Про визначення адміністративних центрів та затвердження територій територіальних громад Харківської області», увійшло до складу Близнюківської селищної громади.[5]
- 19 липня 2020 року, в результаті адміністративно-територіальної реформи та ліквідації Близнюківського району, увійшло до складу Лозівського району Харківської області.[6]

## Економіка
- В селі є молочно-товарна і вівце-товарна ферми.

## Пам'ятки
Біля села на площі у понад 99 гектарів розташований ботанічний заказник «Бурбулатівський». Тут ростуть багато рослин, які занесені у Червону Книгу України. Зокрема й відома всім ковиль-трава, про яку складено чимало легенд та переказів. У заказнику красивий, неповторний та рідкісний рельєф. Поїздка до заказника стане чудовою нагодою ознайомитись із природою Близнюківського краю.